# Akira Ota
Akira Ota, född den 8 april 1957 i Akita, Japan, är en japansk brottare som tog OS-silver i lätt tungviktsbrottning i fristilsklassen 1984 i Los Angeles och OS-silver på nytt i samma viktklass 1988 i Seoul. 